# Идеастезия

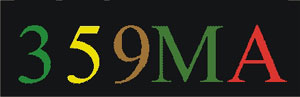
Пример ассоциаций между графемами и цветами, которые точнее описываются как идеастезия, чем как синестезия.

Идеастезия (альтернативное написание идейестезия) — это нейробиологический феномен, при котором активация концептов (индукторов) вызывает сенсорные переживания, подобные восприятию (совпадения). Название происходит от древнегреческого ἰδέα (idéa) и αἴσθησις (aísthēsis), что означает «ощущающие концепции» или «ощущающие идеи». Это понятие было введено нейробиологом Данко Николичем в качестве альтернативного объяснения набора явлений, традиционно охватываемых синестезией — в то время как «синестезия», означающая «союз чувств», подразумевает ассоциацию двух сенсорных элементов, мало связанных с когнитивными функциями.
На уровне опыта эмпирические данные показали, что большинство явлений, связанных с синестезией, на самом деле вызвано семантическими репрезентациями. То есть важно лингвистическое значение стимула, а не его сенсорные свойства. Другими словами, в то время как синестезия предполагает, что и триггер (индуктор), и результирующий опыт (параллельный) имеют сенсорную природу, идеастезия предполагает, что только результирующий опыт имеет сенсорную природу, а триггер — семантический.
В лингвистике под идеастезией словосочетаний понимают такие фраземы, где только одно из слов имеет сенсорную характеристику. Примеры таких словосочетаний: «прозрачный (зрение) предлог», «bitter (вкус) days», «extase rosée ‘розовый (зрение) экстаз’».